# Comuna de Sabnie
Sabnie (polaco: Gmina Sabnie) é uma gminy (comuna) na Polónia, na voivodia de Mazóvia e no condado de Sokołowski. A sede do condado é a cidade de Sabnie.
De acordo com os censos de 2004, a comuna tem 4040 habitantes, com uma densidade 37,4 hab/km².

## Área
Estende-se por uma área de 107,92 km², incluindo:
- área agricola: 74%
- área florestal: 21%

## Demografia
Dados de 30 de Junho 2004:
|                      | Total   | Total | Mulheres | Mulheres | Homens  | Homens |
| -------------------- | ------- | ----- | -------- | -------- | ------- | ------ |
|                      | pessoas | %     | pessoas  | %        | pessoas | %      |
| População            | 4040    | 100   | 2011     | 49,8     | 2029    | 50,2   |
| Densidade (pop./km²) | 37,4    | 100   | 18,6     | 18,6     | 18,8    | 18,8   |

De acordo com dados de 2002, o rendimento médio per capita ascendia a 1287,97 zł.

## Comunas vizinhas
- Jabłonna Lacka, Kosów Lacki, Repki, Sokołów Podlaski, Sterdyń